# اختبار سيريني
اختبار سيريني (بالإنجليزية: Sereny test)‏ هو اختبار يُستخدم لفحص مدى غزوانية الكائنات الحية مثل الإشريكية القولونية الغازية للأمعاء واللستيريا المولدة للوحيدات.
في هذا الاختبار يتم تلقيح مُعلق من البكتيريا في عين خنزير غينيا، ويكون هذا الاختبار إيجابيًا في حال حدوث التهاب ملتحمي مخاطي قيحي شديد والتهاب قرنية شديد.